# Абдул-Маджид ибн Абдул-Азиз Аль Сауд
Абдул Маджид бин Абдул Азиз  (араб. عبد المجيد بن عبد العزيز آل سعود‎; 1942 — 5 мая 2007) — принц Саудовской Аравии, член королевской семьи Саудовской Аравии, политический деятель Саудовской Аравии, Губернатор провинций Мекки, Медина и Табук. Союзник короля Абдаллы, но при этом также являлся союзником «Семёрки Судайри».

## Биография

### Молодость и образование
Принц Абдул Маджид родился в Эр-Рияде в 1942 году 33-й сын короля Абдель Азиза. Его мать была десятой женой короля Абдул-Азиза, Хайя бинт Саад Аль Судайри, которая умерла 18 апреля 2003 года в возрасте 90 лет. Она была членом могущественной ветви рода Саудидов — Аль Судайри.
У принца было двое старших полнородных братьев — принц Бадр (1932—2013) и принц Абдул-Илах (род. 1939).
Абдул Маджид бин Абдул-Азиз получил начальное образование в Эр-Рияде в традиционных школах. Он вступил в Королевский военно-морской флот Саудовской Аравии в 1954 году, а затем учился в Соединённом Королевстве.

### Карьера
Абдул Маджид был губернатором трёх важных провинций в Саудовской Аравии — Мекки, Медины и Табука.
После учёбы он был назначен губернатором провинции Табук в 1980 году и находился в должности до 1986 года. Его основной задачей было развитие сельского хозяйства в провинции. Во время его правления Табук стал основным производителем зерновых культур и фруктов.
После смерти в 1986 году своего сводного брата — принца Абдул-Мусина — принц Абдул-Маджид сменил его на посту губернатора провинции Медина. Мечеть Пророка в Медине и прилегающих районах были перепрофилированы в течение его 14-летний срок полномочий.
В 2000 году он был назначен губернатором Мекки. Была проведена амбициозная программа развития в Мекке под его руководством на сумму более $27 млрд. Разработки были сосредоточены на двух Святынях — Масджид аль-Харам в Мекке и Масджид-э-Набави в Медине, — ключевых направлений ежегодного хаджа паломников, привлекающие миллионы туристов каждый год. Огромные коммерческие разработки проросли в прилегающих районах, таких как схемы Джебель-Омар, включая отели, конвенции и конференц-центры и молитвенные сооружения. Архитектурные историки критиковали, сопровождающей разрушение исторических мест. С другой стороны, каналы связи были улучшены, включая портовые сооружения в Джидде, аэропортов и дорог. Кроме того, Абдул-Маджид инициировал восстановление и развитие планов старого города Джидда.
Он также работал над многими общественными и благотворительными комитетами. Он настаивал на создании автодромов в Джидде, первом автодроме в Королевстве. Он также был одним из первых сторонников тестирования крови до вступления в брак, с тем, чтобы избежать болезней крови, сделав процедуру обязательной.

### Интересный факт
Принц Абдул-Маджид считался одним из потенциальных кандидатов на престол в начале 2000-х годов. Он был также рассмотрен в качестве претендента, имеющего право на престол, после смерти короля Фахда в августе 2005 года.

### Семья
- Жена: Сара бинт Абдул-Мохсен Аль Ангари
- Сын: Фейсал ибн Абдул-Меджид Аль Сауд — бизнесмен

### Смерть
Принц Абдул Маджид страдал от лейкемии и перенёс операцию в США и после операции отправился в Саудовскую Аравию, но он был доставлен обратно в США, когда его состояние ухудшилось. Он умер в Сиэтле 5 мая 2007 года в возрасте 65 лет. Его тело было взято из США в Эр-Рияд на 6 мая 2007 года. Похоронные молитвы за него были проведены имамом Турки в мечети ибн Абдулла в Эр-Рияде.

## Память
В честь принца был назван внутренний аэропорт в Медине.